# Miryalaguda
Miryalaguda è una suddivisione dell'India, classificata come municipality, di 90.247 abitanti, situata nel distretto di Nalgonda, nello stato federato del Telangana. In base al numero di abitanti la città rientra nella classe II (da 50.000 a 99.999 persone).

## Geografia fisica
La città è situata a 16° 52' 0 N e 79° 34' 60 E e ha un'altitudine di 105 m s.l.m..

## Società

### Evoluzione demografica
Al censimento del 2001 la popolazione di Miryalaguda assommava a 90.247 persone, delle quali 46.094 maschi e 44.153 femmine. I bambini di età inferiore o uguale ai sei anni assommavano a 11.504, dei quali 5.750 maschi e 5.754 femmine. Infine, coloro che erano in grado di saper almeno leggere e scrivere erano 62.185, dei quali 35.179 maschi e 27.006 femmine.